# Aïtys

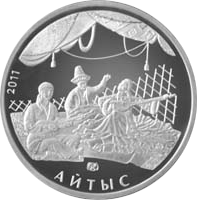

Aïtysh (chez les turcs : atışma — repartie, les kirghizes et les bachkirs, du kirghize : айтыш — récit, bachkir : әйтеш) ou aïtys (chez les kazakhs) est une joute verbale improvisée entre deux akyns, qui prend la forme de chants populaires poétiques de la tradition orale. Elle s'effectue accompagnée d'instruments à cordes traditionnels (le bağlama pour les turcs, le komuz pour les kirghizes, la dombra pour les kazakhs).
Durant un aïtys, les deux akyns sont assis (plus rarement, debout) l'un en face de l'autre, et dialoguent en chantant des vers improvisés, chacun leur tour, reprenant les mots de leur adversaire. La musique et les chants utilisés peuvent être de n'importe quel thème. Le gagnant du duel est choisi en fonction de ses performances musicales, de son rythme, comme de l'ingéniosité dont il a fait preuve pour parer les arguments de son opposant.
Plusieurs akyns peuvent prendre part à un aïtys, mais la version la plus courante n'en oppose que deux.
Des parallèles peuvent être tirées entre le journalisme et les aïtys, qui dans la société nomade, représentaient à la fois une forme d'information et une mise en perspective des évènements.

## Aïtysh au Kirghizistan
Depuis 2008 au Kirghizistan, des concours internationaux d'aïtysh ont lieu. Le premier festival international s'est déroulé à Bichkek en août 2008. Environ 50 akyns se sont alors affrontés pour le titre. Le deuxième festival a eu lieu en 2009 à Och.
En 2001, le fonds Aïtysh a été créé pour soutenir les akyns et développer les aïtyshs. En 2008, l'art d'improvisation des akyns a été inclus au patrimoine immatériel de l'UNESCO.
Parmi les akyns kirghizes les plus connus de l'ère soviétique, on peut citer : Toktogul Satilganov, Kalyk Akiev (ky), Estebes Tursunaliev (ru), Ashyraly Aïtaliev, Tuuganbaï Abdiev (ky).

## Aïtys au Kazakhstan
Au Kazakhstan, des rencontres d'aïtys ont lieu régulièrement.
Parmi les akyns kazakhs célèbres, qui se sont distingués au cours d'aïtys, on peut citer : Janak Sagyndykuly (ru), Shoje Karjaubïuly (ru), Suyunbaï Aronuly (ru), Birjan-sal (ru) et Sara Tastanbekkyzy (ru) (en 1946, le compositeur Mukan Tulebayev (ru) a créé l'opéra Birjan et Sara sur la base d'une aïtys qui avait eu lieu entre eux), Aset Naïmanbaev, Torebaem Eskojauly, Jamboul Jabayev. Parmi les akyns contemporains : Rinat Zaitov (ru), Balgynbek Imashev (kk), Jandarbek Bulgakov, Didar Kamiev, et bien d'autres.

### Censure
Le gouvernement du Kazakhstan, en la personne de Moukhtar Koul-Moukhamed, tente de censurer les aïtys, exhortant à ne chanter que « l'indépendance et Astana » et « Elbasy »,. Il a de même insisté pour que les participants ne chantent pas sur le thème de Janaozen. Des tentatives ont été faites pour que le jury donne une note basse à l'akyn Baurjan Kaliolle, qui avait parlé de Janaozen, sous prétexte de perturbation du public. De fait, l'improvisation qui caractérise les aïtys en fait le dernier bastion de l'expression libre. 
En 2013, au cours de l'aïtys «Сүйер ұлың болса, сен сүй» en l'honneur de Tole bi (en), Kazybek bi (ru) et Aïteke bi (ru), Rinat Zaitovym a vivement critiqué le pouvoir, et le jury a attribué la victoire à son adversaire, provoquant la colère du public. Après une demi-heure de délibérations, le jury a fini par déclaré que les akyns étaient à égalité.

## Aïtysh en Bachkirie
Des aïtyshs sont organisés en Bachririe pour les fêtes populaires ; les akyns s'accompagnent de la dombra. Les aïtyshs portent sur le thème des épopées et des histoires populaires.
Les grands maîtres du genre en Bachkirie étaient Baik-aïdar (ru), Karas-sesen (ru), Kubagushsesen, etc. 